# Züssow
Züssow ist eine Gemeinde im Landkreis Vorpommern-Greifswald in Mecklenburg-Vorpommern (Deutschland). Sie ist seit 1. Januar 2005 Sitz des gleichnamigen Amtes. Die Gemeinde liegt südöstlich der Kreisstadt Greifswald.

## Geografie

### Lage
Züssow liegt 10 Kilometer nordöstlich von Gützkow, rund 18 Kilometer südwestlich von Wolgast und 19 Kilometer südöstlich von Greifswald. Züssow liegt auf einer Hochfläche mit 32 bis 41 Meter über NHN, das Gelände ist aber leicht wellig. Im Südosten liegen die Waldungen des Oldenburger, Nepziner und Karlsburger Holzes. Die Swinow als Fließgewässer bildet von Karlsburg kommend zum Teil die Grenze der Gemeinde, teils quert sie diese z. B. bei Oldenburg und Ranzin. Stillgewässer sind außer einigen Söllen und Teichen nicht vorhanden. Moore in den eiszeitlichen Senken wurden im 19. Jahrhundert oberflächlich ausgebeutet. Im Oldenburger Holz gibt es unter Naturschutz stehende Kesselmoore.

### Gemeindestruktur
| Ortsteile - Nepzin - Oldenburg - Radlow | - Ranzin - Thurow - Züssow | Wohnplatz - Ausbau | Wüstung - Wilhelmshöh |

### Nachbargemeinden
Das sind: Groß Kiesow im Nordwesten und Norden, Karlsburg im Osten, Klein Bünzow im Südosten, Schmatzin im Süden, Gützkow (Stadt) im Südwesten und Gribow im Westen.

## Geschichte

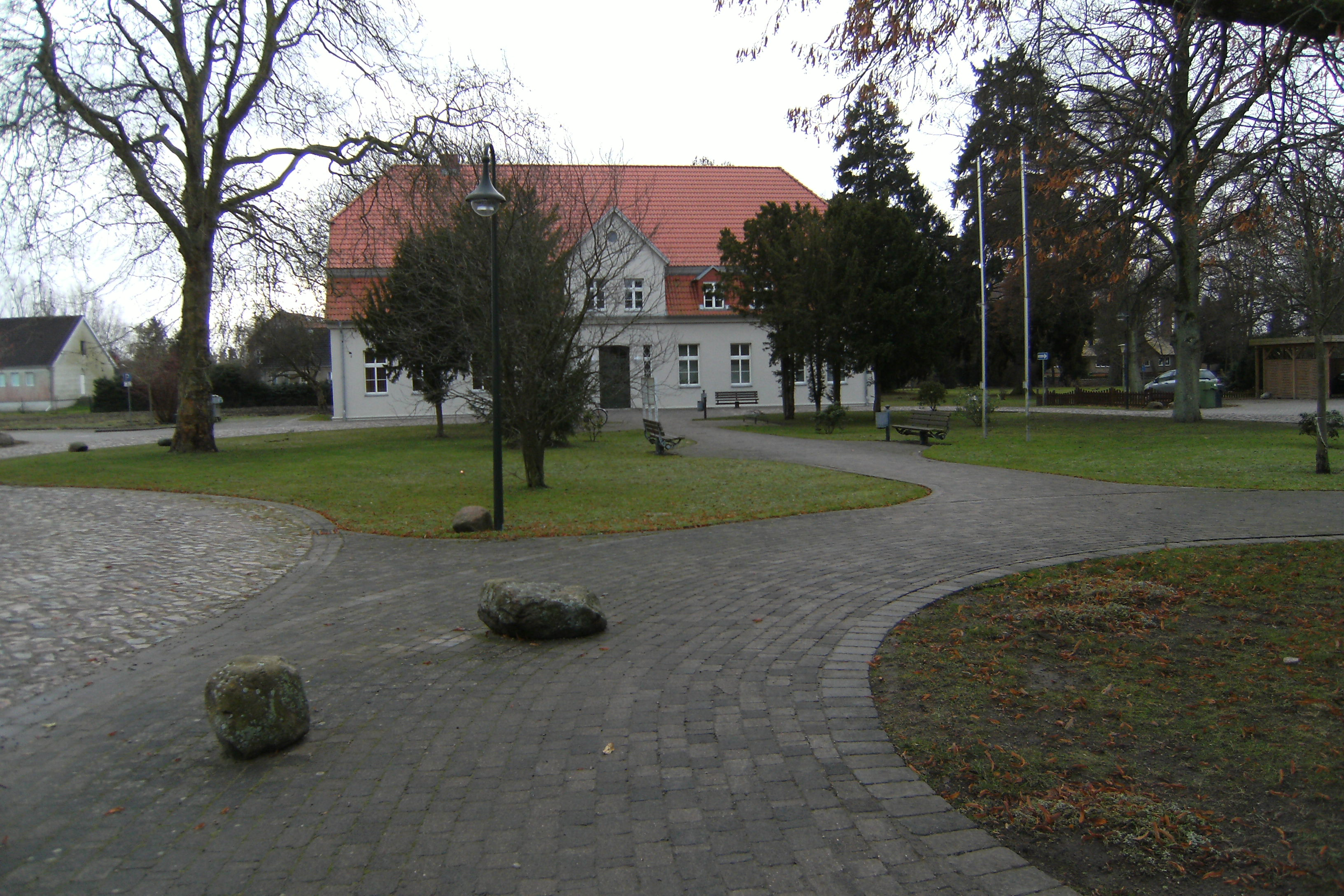
Amtssitz Züssow (ehem. Gutshaus)

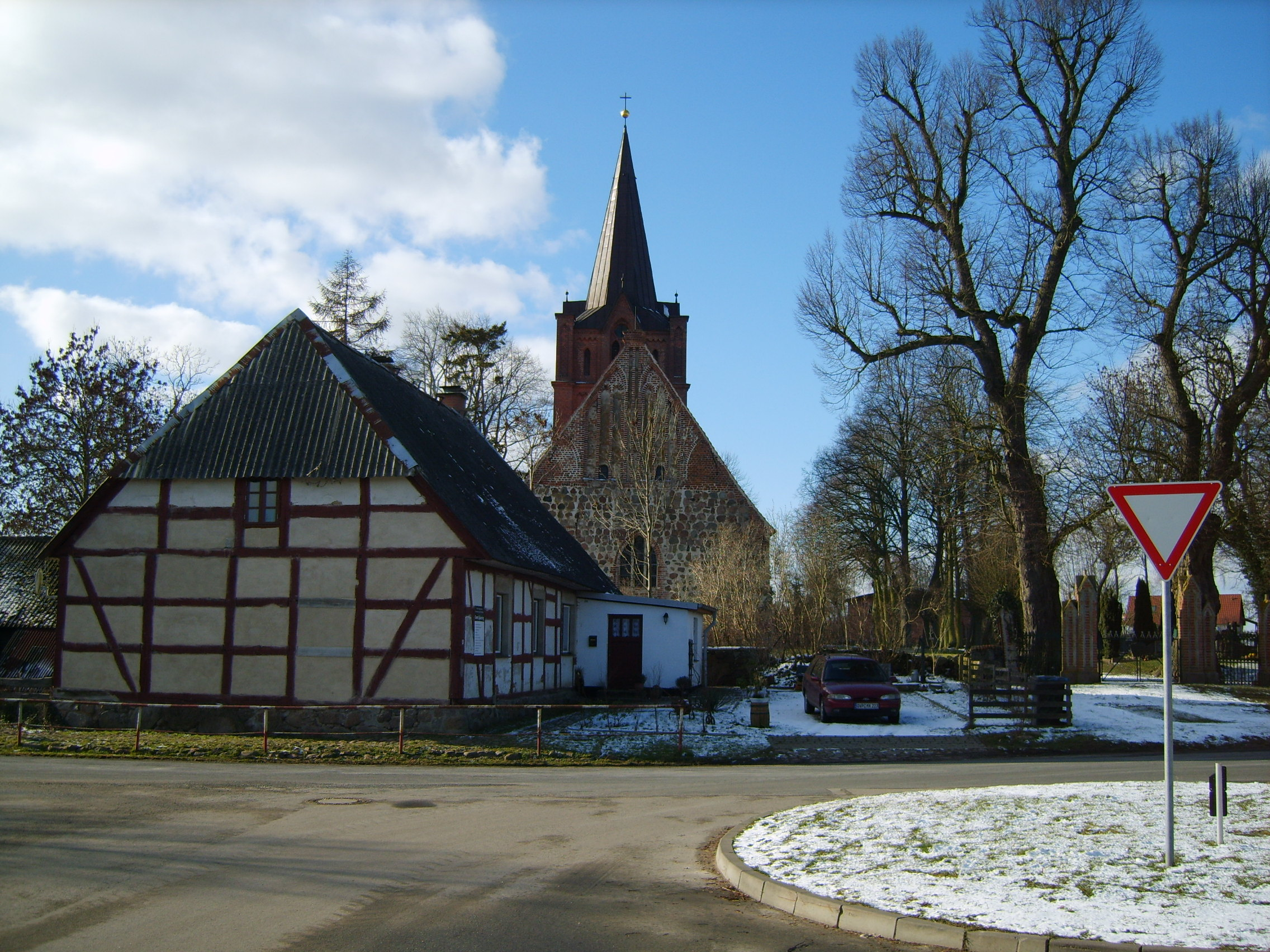
Dorfplatz Ranzin mit Büttnerei, Kirche und Kirchhof

### Gemeinde
Das Gemeindegebiet gehörte in slawischer Zeit zur terra (Fürstentum) Gützkow, in frühdeutscher Zeit zur Grafschaft und bis 1648 zur Vogtei Gützkow.
Vom Dreißigjährigen Krieg bis zum Jahr 1815 gehörte das Gebiet zu Schwedisch-Vorpommern und damit zum Amt Wolgast, später Amt und Kreis Greifswald und nach 1815 dann zur Provinz Pommern in Preußen. Nach 1952 gehörte Züssow zum Bezirk Rostock und seit 1990 zum Land Mecklenburg-Vorpommern.

### Nepzin
Der Ort wurde 1358 als „nebbetzyn“ urkundlich erwähnt.
Nepzin hatte am 31. Dezember 2015 133 Einwohner mit Hauptwohnung und 7 mit Nebenwohnung.

### Oldenburg
Oldenburg wurde urkundlich erstmals 1514 als „Oldenborch“ genannt.
Oldenburg hatte am 31. Dezember 2015 33 Einwohner mit Hauptwohnung und 2 mit Nebenwohnung.

Urnen aus der vorrömischen Eisenzeit (600 vdZ bis 0) vom Urnengräberfeld Radlow

### Radlow
Radlow wurde als „Radelowe“ 1369 erstmals urkundlich genannt. Es war eine slawische Gründung, die mögliche Namensdeutung ist Hakenpflug. Der Ort wurde am 1. Juli 1950 eingemeindet.
Radlow hatte am 31. Dezember 2015 33 Einwohner mit Hauptwohnung und 5 mit Nebenwohnung.

### Ranzin
Ranzin wurde 1228 erstmals urkundlich als „Randensyn“ erwähnt. Der Name bedeutet so viel wie Wunde oder früh, frühzeitig, ist also nicht genau zu erklären.
Ranzin hatte am 31. Dezember 2015 182 Einwohner mit Hauptwohnung und 20 mit Nebenwohnung.

### Thurow
Thurow wurde erstmals 1431 als „Turow“ urkundlich erwähnt.
Thurow hatte am 31. Dezember 2015 64 Einwohner mit Hauptwohnung und 6 mit Nebenwohnung.

### Züssow
Das größere archäologische Fundgebiet zwischen Radlow und Züssow verweist auf eine slawische Gründung. Die Siedlung in der Gemarkung Züssow ist spätslawisch (1000 bis 1200). Ältere Siedlungsnachweise gehören zur Gemarkung Radlow. Zur frühdeutschen Zeit (ab 1230) gehört ein Turmhügel im Gutspark.
1404 wurde Züssow erstmals als „Sussow“ urkundlich genannt. Der Name bedeutet so viel wie Dürre.
Züssow war von alters her ein Dominalgut, d. h., es gehörte den Herzögen, später dem Königreich Schweden. Es wurde vom Amt Wolgast verwaltet. Erst nach 1800 ist mit von Normann und 1822 mit von Krauthof ein Privatbesitz nachweisbar. Diese verkauften Gut Züssow 1830 an die Familie von Buggenhagen.
Seit 1863 wird Züssow von der Bahnstrecke Angermünde – Stralsund berührt und hatte dort einen Bahnhof mit allem Zubehör (Bahnhofsgebäude mit Gaststätte, Stellwerk, Güterschuppen und mehrere Wohnhäuser für Bahnbeamte). Das war aber vor allen Dingen der abzweigenden Bahnstrecke nach Wolgast zur Insel Usedom, sowie ab 1897 der abzweigenden Kleinbahnstrecke Greifswald – Jarmen (GJK) mit deren Abzweig von Groß Kiesow nach Züssow geschuldet. Damit war Züssow schon früh ein regionaler Transportknotenpunkt.
1865 hatte Züssow 173 Einwohner, eine Kirche, eine Schule, einen Bahnhof, 12 Wohnhäuser, zwei Fabrikgebäude (je eine Bock- und Holländerwindmühle) und 24 Wirtschaftsgebäude.
Gut und Bahnhof waren ebenfalls ein Grund für die Ansiedlung der größeren Molkerei an der B 111 vor 1900, sie war bis 1990 regional bedeutend.
1935 musste das Gut fast alle Nutzflächen abgeben, so wurden jeweils 10 bis 18 ha an 20 westfälische Neusiedler übergeben, so dass dem Gut nur noch 50 ha Restfläche verblieben.
1945, nach dem Ende des Zweiten Weltkrieges gründete die Pommersche Evangelische Kirche mit aus Stettin dorthin geflüchteten Schwestern des Diakonissen- und Krankenhauses Bethanien und Diakonen der Züllchower Anstalten und der Kückenmühler Anstalten die Züssower Diakonieanstalten (heute Pommerscher Diakonieverein e. V.) zur Pflege geistig behinderter und alter Menschen. Die Einrichtung gehörte seit 1990 zu den größten Arbeitgebern des Ortes und der Umgebung und wurde ständig modernisiert und ausgebaut.
Nach der Aufsiedlung des Restgutes während der Bodenreform von 1945 wurde bis 1960 mit den Siedlungen von 1935 die LPG gebildet, die dann in den 1970er Jahren mit den LPG der Umgebung zur Groß-LPG(P) Züssow zusammengeschlossen wurde. Sie errichtete südwestlich des Bahnhofes den Agrarkomplex, dazu kam der Technikstützpunkt (ehemals MAS/MTS) und das ACZ – Agrar-Chemische Zentrum als Spezialbetrieb für Düngung und Unkrautbekämpfung in der ganzen Umgebung.
Fast alle diese Objekte konnten nach 1990 einzeln privatisiert werden, lediglich die Molkerei blieb übrig und verfällt seitdem, ein Möbelmarkt konnte sich zwar auf dem Gelände ansiedeln, hat aber das alte Gebäude nicht reaktiviert.
2005 wurde Züssow Sitz und Namensgeber des vereinigten Amtes – vorher die Ämter Gützkow, Ziethen und Züssow. Verwaltungssitz wurde das ehemalige Gutshaus.
Wilhelmshöh (Wüstung)
Wilhelmshöh wurde 1848 erstmals als „Wilhelmshöhe“ genannt. Es wurde als Vorwerk zu Ranzin durch den Gutsherren Wilhelm von Homeyer angelegt und nach diesem dann offiziell  als „Wilhelmshöh“ benannt. 1964 wurde der Ort als solcher aufgegeben, die Häuser verfielen und wurden später abgeräumt. Jetzt gibt es an der Stelle des Vorwerks und des Ortes nur noch eine Lagerhalle für Kartoffeln.

### Eingemeindungen
Am 1. Januar 2005 wurde die Gemeinde Ranzin mit dem Ortsteil Oldenburg eingemeindet.

## Bevölkerung
| Jahr | Einwohner |
| ---- | --------- |
| 1990 | 1563      |
| 1995 | 1477      |
| 2000 | 1415      |
| 2005 | 1531      |
| 2010 | 1365      |
| 2015 | 1318      |

| Jahr | Einwohner |
| ---- | --------- |
| 2020 | 1306      |
| 2021 | 1296      |
| 2022 | 1314      |
| 2023 | 1293      |

 Stand: 31. Dezember des jeweiligen Jahres

## Politik

### Gemeindevertretung
Die Gemeindevertretung von Züssow besteht aus zehn Mitgliedern. Die Kommunalwahl am 9. Juni 2024 führte bei einer Wahlbeteiligung von 59,6 % zu folgendem Ergebnis:
| Partei / Wählergruppe              | Stimmenanteil 2019 | Sitze 2019 |  | Stimmenanteil 2024 | Sitze 2024 |
| ---------------------------------- | ------------------ | ---------- |  | ------------------ | ---------- |
| Wählergemeinschaft Gemeinde Züssow | 43,8 %             | 4          |  | 47,2 %             | 5          |
| CDU                                | 34,1 %             | 4          |  | 23,3 %             | 2          |
| AfD                                | –                  | –          |  | 14,8 %             | 1          |
| Einzelbewerber Ingo Braun          | 08,8 %             | 1          |  | 11,5 %             | 1          |
| Einzelbewerberin Heike Haese       | –                  | –          |  | 03,2 %             | –          |
| Die Linke                          | 07,5 %             | 1          |  | –                  | –          |
| Einzelbewerber Sebastian Doebler   | 03,6 %             | –          |  | –                  | –          |
| Einzelbewerber Jens Pfitzner       | 02,2 %             | –          |  | –                  | –          |
| Insgesamt                          | 100 %              | 10         |  | 100 %              | 9          |

Bei der Wahl 2024 entfielen auf den Einzelbewerber Ingo Braun entsprechend seinem Stimmenanteil zwei Sitze. Daher bleibt in der Gemeindevertretung ein Sitz unbesetzt.

### Bürgermeister
- 2019–2024: Jörg Buchholz (CDU)
- seit 2024: Marian Schoknecht (Wählergemeinschaft Gemeinde Züssow)

Bei der Bürgermeisterwahl am 26. Mai 2019 wurde Buchholz ohne Gegenkandidat mit 66,7 % der gültigen Stimmen gewählt.
Am 9. Juni 2024 wurde Schoknecht mit 55,5 % der gültigen Stimmen zu seinem Nachfolger gewählt. Seine Amtszeit beträgt fünf Jahre.

### Wappen, Flagge, Dienstsiegel
Die Gemeinde verfügt über kein amtlich genehmigtes Hoheitszeichen, weder Wappen noch Flagge. Als Dienstsiegel wird das kleine Landessiegel mit dem Wappenbild des Landesteils Vorpommern geführt. Es zeigt einen aufgerichteten Greifen mit aufgeworfenem Schweif und der Umschrift „GEMEINDE ZÜSSOW“.

### Partnergemeinde
Westerrönfeld (Schleswig-Holstein) ist seit 1991 Partnergemeinde von Züssow.

## Sehenswürdigkeiten

### Museen
- Vorpommersches Landwirtschaftsmuseum in Züssow, überwiegend verlegt nach Lüssow zum Traditionellen vorpommerschen Landgut

### Bauwerke
- Herrenhaus (Schloss) Ranzin von 1877 nach Plänen von Eduard Knoblauch.
- Gutsbrennerei in Ranzin vom Ende des 19. Jahrhunderts, genannt Villa „Granito“
- Frühgotische Kirche Ranzin aus dem wahrscheinlich noch 13. Jahrhundert; neugotischer Turmoberteil aus Backstein von 1861; Grabplatten der Ritter Horn aus dem 14. Jahrhundert
- Gotische Zwölf-Apostel-Kirche in Züssow aus dem 14. Jahrhundert mit Kanzel von 1634 und spätgotisches Zwölfapostel-Altarretabel.
- Mittelalterlicher Turmhügel in Ranzin
- Mittelalterlicher Turmhügel im Park in Züssow
- Sender Züssow, vier Kilometer nordöstlich von Züssow bei Moeckow-Berg auf dem Gebiet der Nachbargemeinde Karlsburg
- Teufelsstuhl von Thurow, Menhir an der B 111, Bodendenkmal (Fpl. Oldenburg 1)

→ Siehe auch Liste der Baudenkmale in Züssow

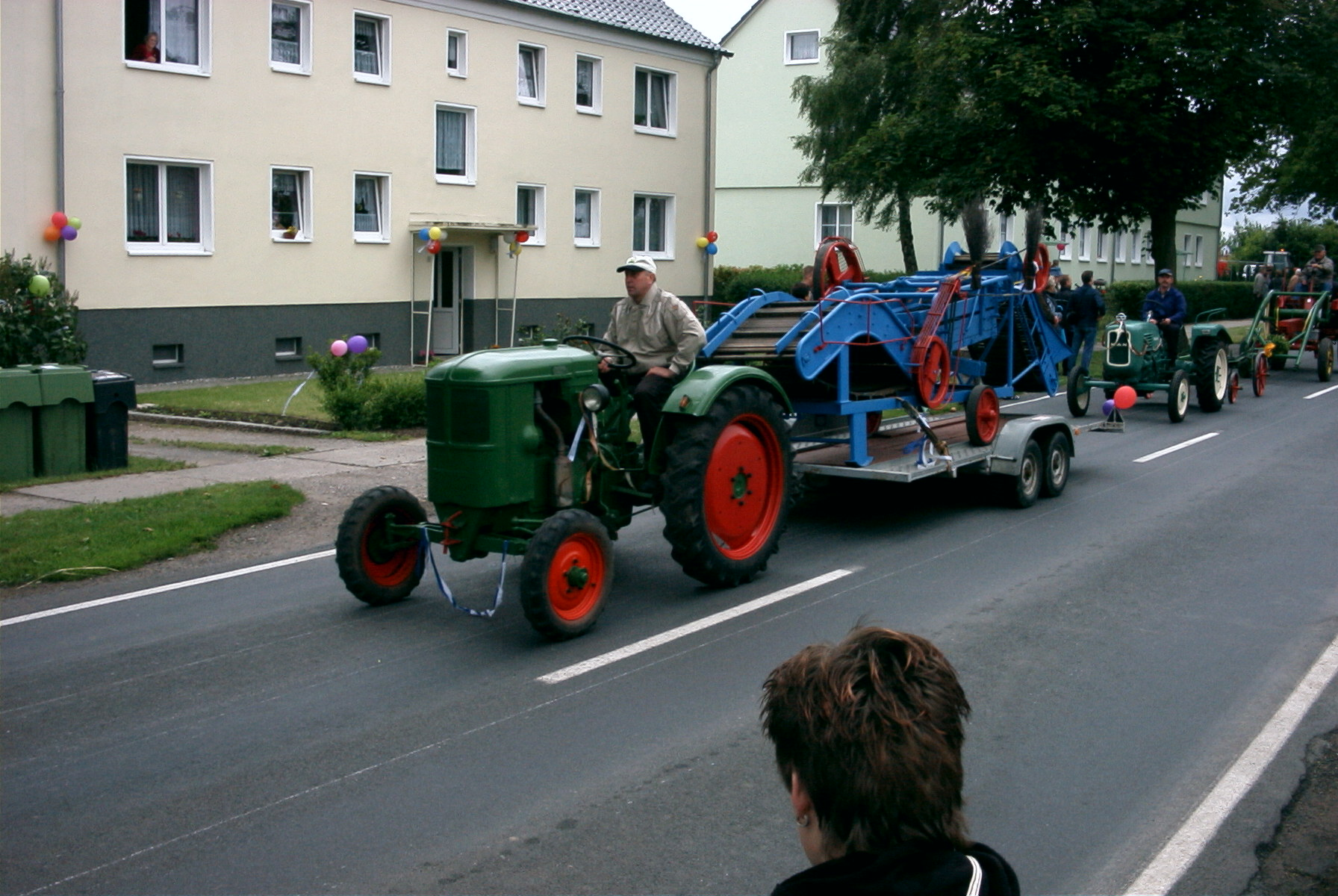
Landwirtschaftsmuseum Züssow im Festzug zur 600-Jahrfeier
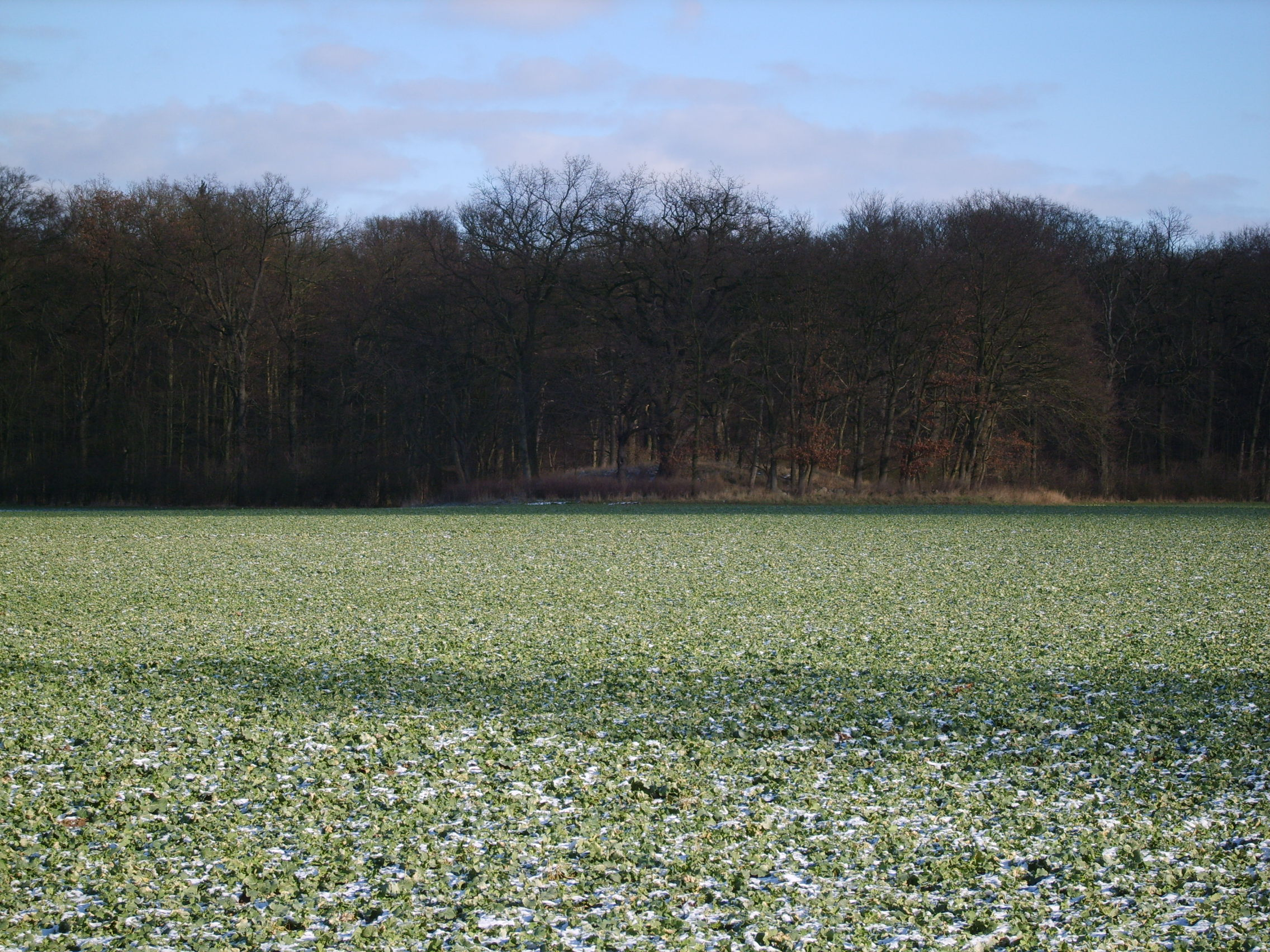
Hügelgrab „Dachsberg“ Ranzin
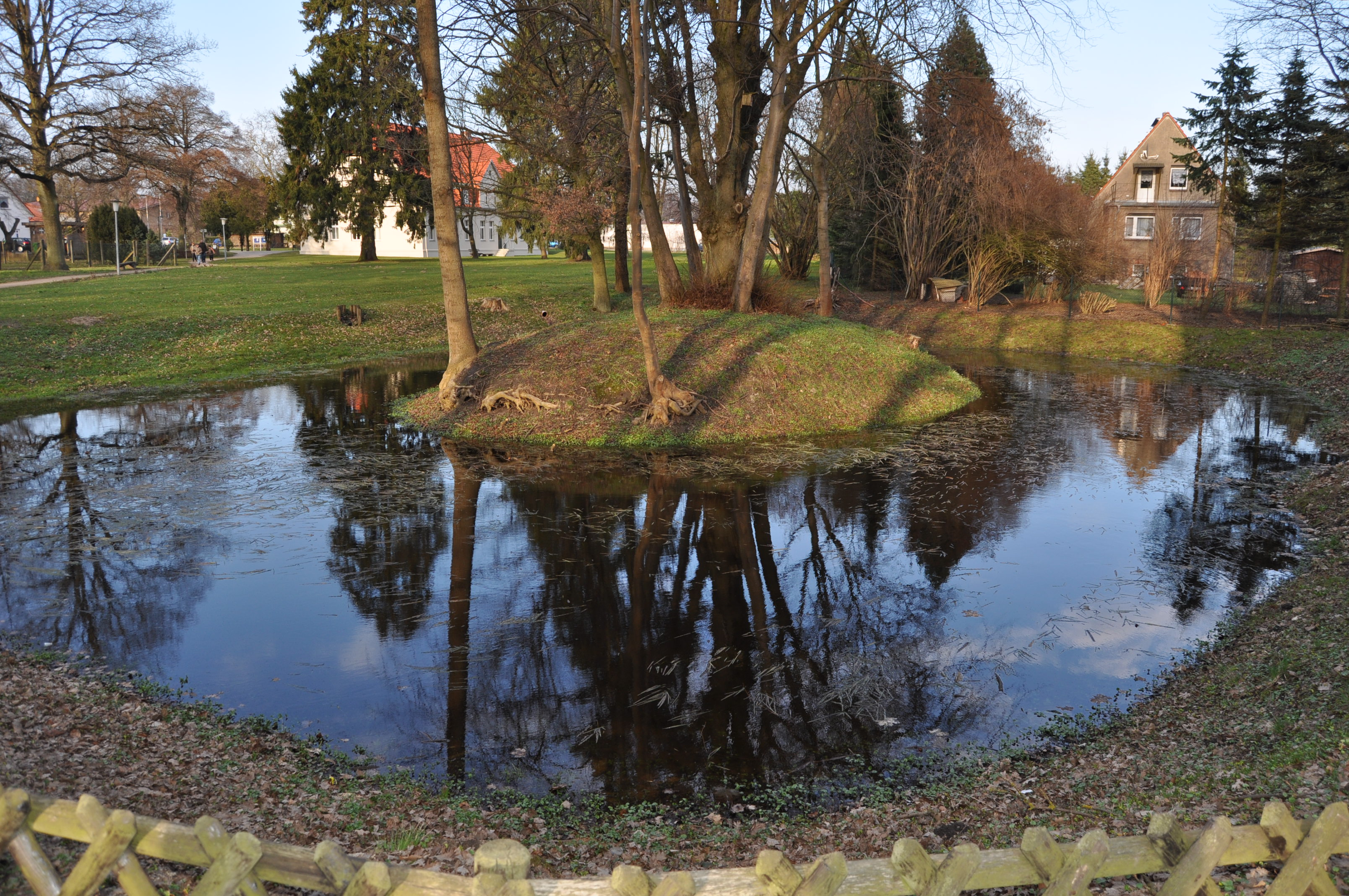
Frühdeutscher Turmhügel (Motte) Züssow
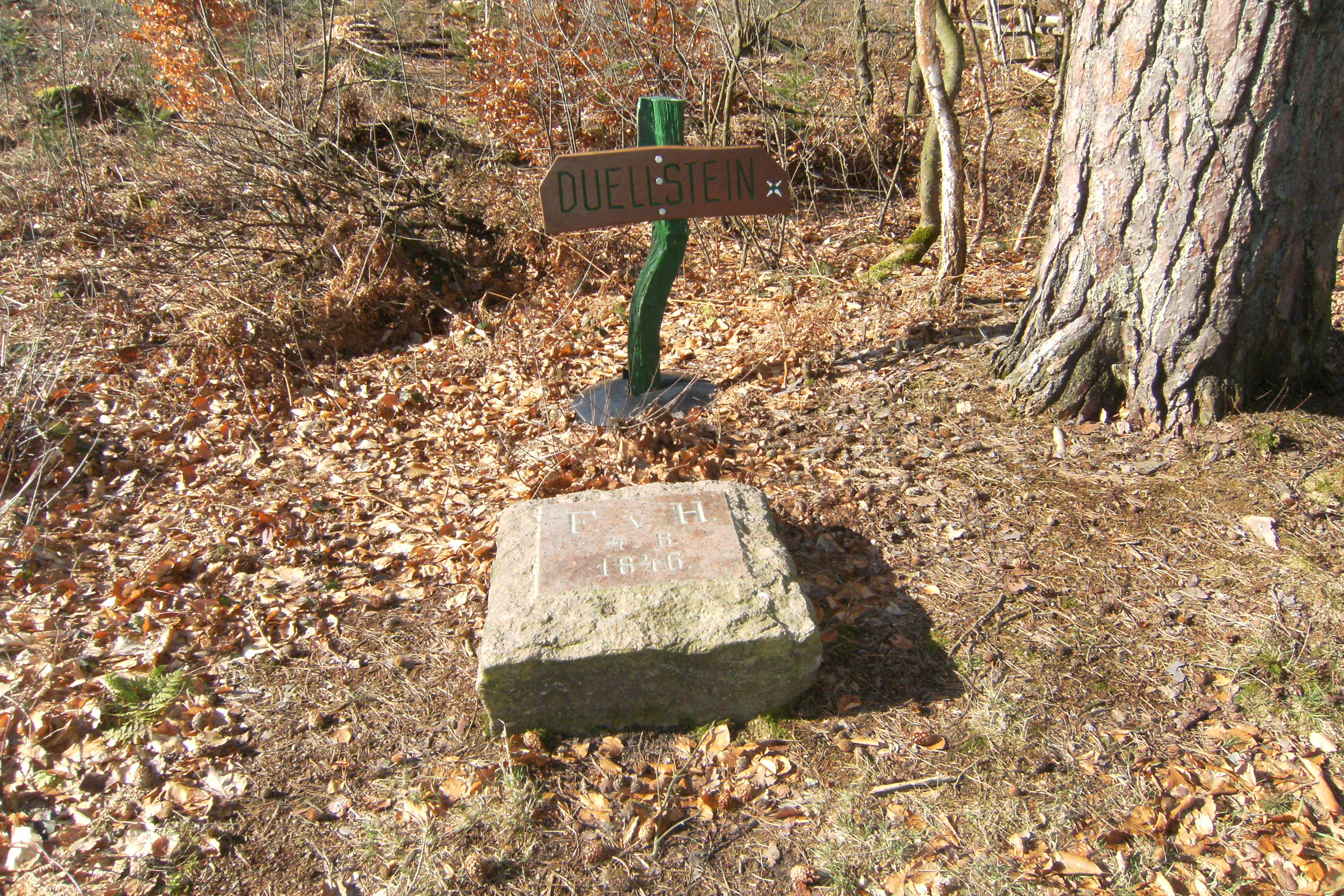
Duellstein im Oldenburger Holz bei Nepzin
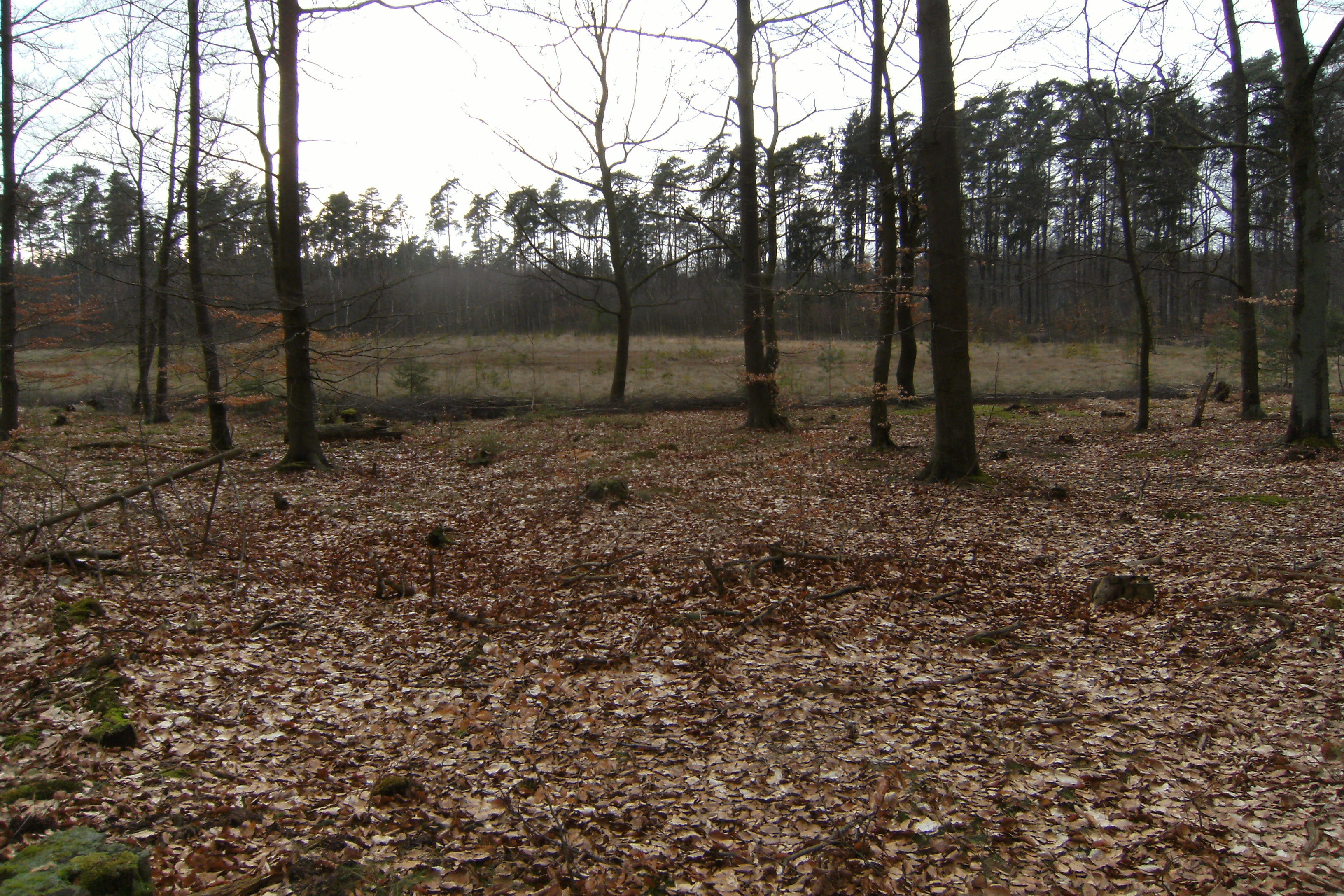
Kesselmoor im Oldenburger Holz bei Nepzin

### Grünflächen und Naherholung
- Bronzezeitliches Hügelgrab bei Ranzin (Dachsberg)
- Oldenburger Holz  mit Königseiche, Wegekreuz Spinne, Kesselmoor, Ulanenberg und Duellstein
- Gutsparkanlagen in Ranzin, Radlow, Thurow und Züssow, wobei sie außer in Züssow ungepflegt sind.

## Wirtschaft und Infrastruktur

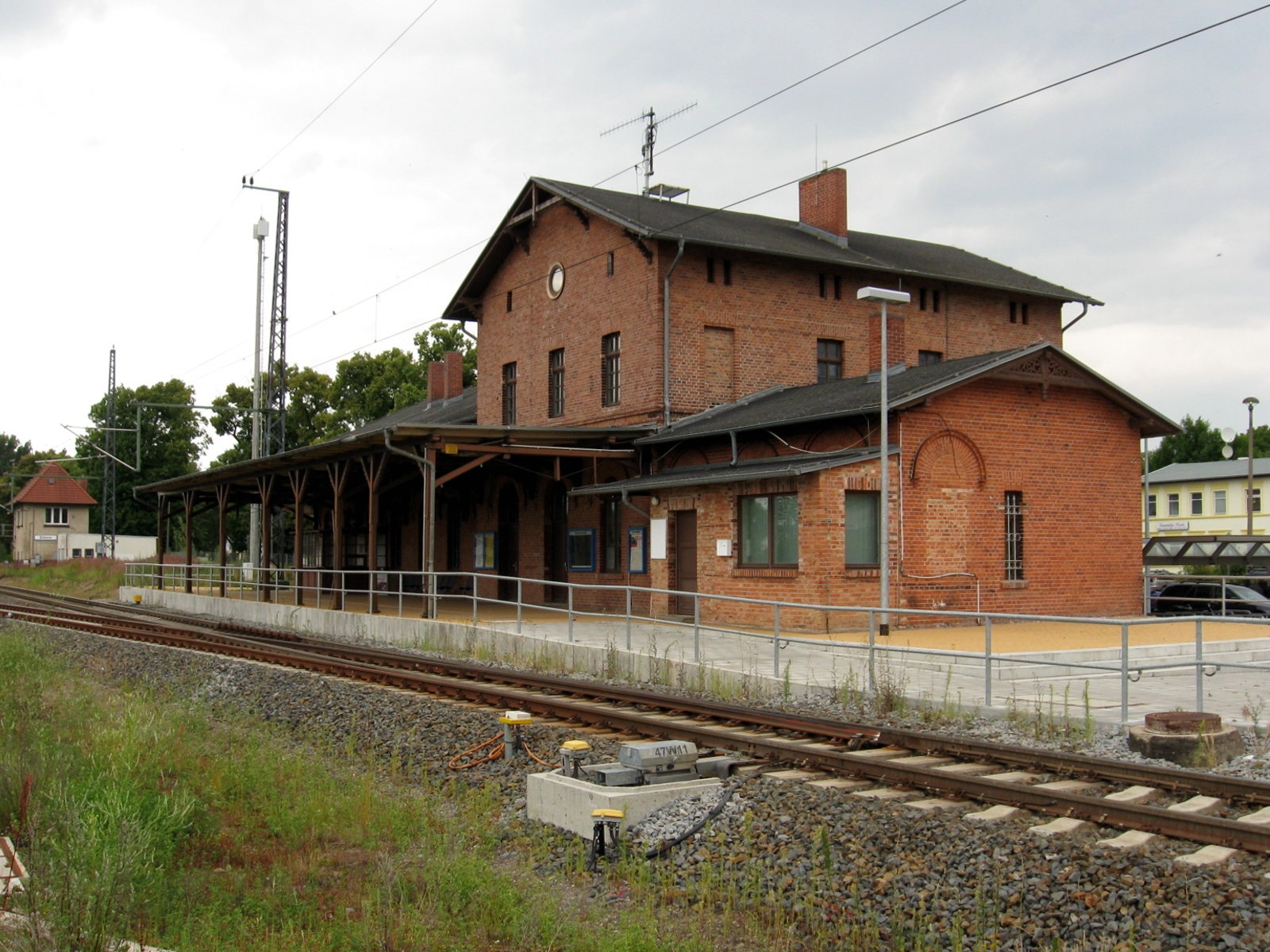
Bahnhof Züssow

### Unternehmen
Größter Arbeitgeber ist die Diakonie. Ansonsten ist die Gemeinde landwirtschaftlich geprägt. Es bestehen mehrere Landwirtschaftsunternehmen. Mehrere Handels- und Gewerbebetriebe sind besonders in Züssow angesiedelt.

### Verkehr
1863 erhielt Züssow eine Anbindung an die Bahnstrecke Angermünde–Stralsund. Dort zweigt die Bahnstrecke Züssow–Wolgast Hafen nach Wolgast ab und hat durch die Usedomer Bäderbahn Verbindungen bis nach Świnoujście (Swinemünde) und Peenemünde auf der Insel Usedom. Damit gewann Züssow als Umsteigebahnhof bei dem aufkommenden Bädertourismus immer mehr Bedeutung.
Im Fernverkehr bildet Züssow montags und samstags den Ausgangspunkt der Intercity-Linie 30 (Züssow-Hamburg-Köln-Karlsruhe). Außerdem halten täglich bis zu 10 IC- und ICE-Züge der Relation Ostseebad Binz/Stralsund-Berlin/München in Züssow. Damit ist Züssow bundesweit der kleinste Ort mit ICE-Halt.
Seit 1897 besaß der Ort auch einen Kleinbahnanschluss der Greifswald-Jarmen-Kleinbahn (GJK). Besonderheit war eine Auffahrtrampe, wo Loks und Waggons der Kleinbahn „huckepack“ auf Plattformwagen der Staatsbahn verladen werden konnten. Die Strecke wurde 1945 stillgelegt und die Gleisanlagen als Reparationsleistung demontiert.
Im Jahr 1855 wurde die heutige B 111 von Moeckow-Berg nach Gützkow-Chausseehaus gebaut. Die Verbindungen von Moeckow-Berg nach Wolgast sowie die heutige B 109 und die Kunststraße (spätere B 96) von Greifswald nach Jarmen waren schon vorher gebaut worden.
Die Bundesautobahn 20 ist über die etwa 12 Kilometer entfernte Anschlussstelle Gützkow erreichbar.